# Катастрофа DHC-6 под Даной
Катастрофа DHC-6 под Даной — авиационная катастрофа пассажирского самолёта De Havilland Canada DHC-6 Twin Otter авиакомпании Tara Air, произошедшая в среду 24 февраля 2016 года около деревни Дана (район Мьягди, Непал). Самолёт потерпел крушение, выполняя внутренний рейс TA193 из Покхары в Джомсом, и пропал без вести с 23 людьми на борту.
Обломки самолёта были найдены в горах около Даны, все находившиеся на его борту 23 человека погибли.

## Экипаж и пассажиры
Всего на борту самолёта находились 20 пассажиров и 3 членов экипажа. 21 человек (в том числе весь экипаж) имел гражданство Непала, один гражданин Гонконга, ещё один — Кувейта. На борту было двое детей.
| Страна  | Пассажиры | Экипаж | Итого |
| ------- | --------- | ------ | ----- |
| Непал   | 18        | 3      | 21    |
| Гонконг | 1         | 0      | 1     |
| Кувейт  | 1         | 0      | 1     |
| Всего   | 20        | 3      | 23    |

## Катастрофа
Самолёт вылетел из Покхары в 7:50 утра по местному времени. Продолжительность полёта составила всего 18 минут. DHC-6 пропал с радаров Покхары через 10 минут после взлета, и был найден в 13:25 полицейской командой.

## Поисковые работы
Сразу после катастрофы в воздух было поднято несколько вертолётов, однако спасательные работы осложнялись погодными условиями. Обломки самолёта были найдены на склоне горы. Начальник районной полиции Бишва Радж Кхадка заявил, что на месте крушения найдено 17 тел.
В спасательной операции принимали участие Дмитрий Комаров и Александр Дмитриев, ведущий и оператор телепрограммы «Мир наизнанку», которые изначально хотели полететь на разбившемся рейсе. Они помогали военным и полиции во время поиска бортовых самописцев в обмен на эвакуацию Александра Дмитриева, который повредил коленную связку, и ему было проблематично и болезненно спускаться. В итоге военные улетели, не забрав Александра, но к счастью, он с помощью Дмитрия смог добраться до города, где его эвакуировали.

## Расследование
На данный момент формируется группа по выяснению причин катастрофы. Министр авиации Аананда Прасад Похрел заявил, что обломки разбившегося самолёта были разбросаны на территории площадью около 200 м².